# Grekiska issportfederationen
Grekiska issportfederationen har hand om bland annat ishockeyn i Grekland.
Huvudkontoret finns i Amarousiou. Grekland inträdde den 29 april 1987 i IIHF.

### Fotnoter
1. ↑  ”Greece”. International Ice Hockey Federation. http://www.iihf.com/iihf-home/countries/greece.html. Läst 9 april 2012.